# Szczecin Żelechowa
Szczecin Żelechowa – przystanek kolejowy położony przy ul. Żelaznej, nieopodal wiaduktu ul. Hożej w centrum osiedla Żelechowa. Znajduje się na nieczynnej dla ruchu pasażerskiego linii do Trzebieży.

## Informacje ogólne
Przystanek kolejowy położony ok. 250 m od głównej drogi łączącej Szczecin z Policami. Z Żelechowej prowadzi bocznica (obsługiwana przez stację Niebuszewo) do dawnej stoczni Vulcan (obecnie Morska Stocznia Remontowa Gryfia). Najbliżej zlokalizowany jest przystanek „Studzienna”.

## Plany na przyszłość
W związku z planowanym uruchomieniem Szczecińskiej Kolei Metropolitalnej przeprowadzona ma zostać modernizacja przystanku obejmująca swoim zakresem remont peronów, budowę wiaty oraz kładki nad torowiskiem, a także utworzenie węzła przesiadkowego.